# Epirhyssa prolasia
Epirhyssa prolasia är en stekelart som beskrevs av Porter 1978. Epirhyssa prolasia ingår i släktet Epirhyssa och familjen brokparasitsteklar. Inga underarter finns listade i Catalogue of Life.